# 마릴리아 멘돈사
마릴리아 멘돈사 (1995년 7월 22일 ~ 2021년 11월 5일)는 브라질의 싱어송라이터이자 기타리스트이다. 그녀는 고이아스의 크리스티아노 폴리스에서 태어났다. 그녀의 경력은 2011년에 시작되었다. 2016년 첫 라이브 앨범 을 발매했다.
그녀의 두 번째 앨범 <i id="mwDw">Realidade</i> 는 2017년에 발매되어 라틴 그래미 후보에 올랐다. 2019년에 그녀는 앨범 Todos os Cantos 를 발매했다. 이 앨범은 그녀에게 라틴 그래미 상을 수상했다.
2021년 11월 5일, Mendonça는 26세의 나이로 Minas Gerais의 Piedade de Caratinga에서 비행기 추락 사고로 사망했다.

## 참고 문헌
1. ↑  “Marília Mendonça celebra vitória no Grammy Latino: "Acho que estou sonhando"” (브라질 포르투갈어).
2. ↑  “Marilia Mendonça vai aonde o povo está com 'Todos os cantos'” (브라질 포르투갈어). 2019년 9월 14일.
3. ↑  “Marília Mendonça ganha Grammy Latino de 2019 e não acredita” (브라질 포르투갈어). 2019년 11월 14일.
4. ↑  “Marília Mendonça morre aos 26 anos em queda de avião em Minas Gerais”. 《g1》 (포르투갈어) (TV Globo). 2021년 11월 5일.
5. ↑  “Marilia Mendonca: Popular Brazil singer dies in plane crash at 26”. BBC News. 2021년 11월 5일.